# Koutouba
Koutouba  est une localité du nord-est de la Côte d'Ivoire et appartenant au département de Nassian, Région du Zanzan. La localité de Koutouba est un chef-lieu de commune.